# Franco Jadanza
Franco Jadanza anche conosciuto come Luca D'Ammonio (Padova, 29 giugno 1946) è un cantante italiano.

## Biografia
Fondatore assieme a Maurizio Arcieri, Renato Vignocchi detto Renè, Ferruccio Sansoni detto Ferry dei New Dada, Giorgio Fazzini e Riki Rebaioli, in seguito allo scioglimento del gruppo incide alcuni singoli come solista usando lo pseudonimo Luca D'Ammonio (ed avendo un notevole successo nel 1977 con Ragazzina).
Forma poi il gruppo di rock progressivo dei Dragon, con cui incide un album nel 1981 (etichetta Best Sound, distribuzione RCA Italiana), prodotto dall'etichetta di sua proprietà Hit Promotion. Con i Dragon partecipa a numerose trasmissioni sia della Rai che di Canale 5.
In seguito si trasferisce in Canada, dove, nel 2013, riforma i New Dada con artisti italo-canadesi.

## Discografia parziale

### Discografia con i New Dada

#### Album
- 1966 - I'll go crazy (Bluebell BBLP 37; ristampato in CD nel 1996 dalla On Sale Music, 52-OSM-011)

#### Singoli
- 1965 - Ciò che fai/Domani si (Bluebell BB3130, 7")
- 1965 - La mia voce/Domani si (Bluebell BB3139, 7")
- 1965 - L'amore vero/C'è qualcosa (Bluebell BB3144, 7")
- 1966 - Non dirne più/Batti i pugni (Bluebell BB3151, 7")
- 1966 - Batti i pugni/Sick and tired (Bluebell BB3151, 7")
- 1966 - T Bird/I'll go crazy (Bluebell BB3154, 7")
- 1967 - Lady Jane/15a frustata (Bluebell BB3163, 7")

### Discografia con Ferry, Franco, René, Danny e Gaby

#### Singoli
- 1967 - Elegia per l'amico di Antonio/Un treno che parte (CBS 2809, 7")
- 1967 - Se te lo raccontassi/Quattro stagioni (CBS 3134, 7")

### Discografia come Franco Jadanza

#### Singoli
- 1969 - Se io fossi un altro/Confesso che (Joker, M 7040, 7")
- 1969 - Se io fossi un altro/Una come te (Joker, M 7046, 7")
- 1977 - Snow Angel/New River (Disco Più, 7")

### Discografia come Luca D'Ammonio

#### Singoli
- 1977 - Ragazzina/Oh Caron (Disco Più DP 21006)
- 1978 - Prima esperienza/Un amico (CLS MD F 006)